# William Gott
El Tinent General William Henry Ewart Gott CB, CBE, DSO & Barra, MC (13 d'agost de 1897 – 7 d'agost de 1942) va ser un oficial de l'exèrcit britànic durant la Primera i Segona Guerres Mundials, arribant al rang de tinent general mentre que servia al Vuitè Exèrcit.

## Biografia
Educat a la Harrow School, va rebre la comissió de tinent de 2a el 17 de febrer de 1915 al King's Royal Rifle Corps (KRRC), servint amb distinció al Cos Expedicionari Britànic a França i a Bèlgica durant la I Guerra Mundial. Va resultar ferit, i el 1917 va caure presoner. En aquesta època rebé el seu malnom (Strafer) a partir de la frase Gott strafe England.
Durant el temps d'entreguerres, entre 1925 i 1928 va ser ajudant al 13è Regiment de Londres (TA); i entre 1930-31 estudia a l'Acadèmia d'Estat Major de Camberley. El 1934 marxa cap a l'Índia com a oficial de l'Estat Major General (1934-1936), i després com a Adjunt al Quarter General del districte del Balutxistan (Índia).
El 1939 arribà a Egipte com a tinent coronel, comandant el 1r batalló del KRRC, gaudint una sèrie de ràpides promocions: va ser successivament Oficial de 1r Grau de l'Estat Major General com a tinent coronel (1939-40), comandant del Grup de Suport com a brigadier (1940-1941) i comandant de la famosa 7a Divisió Cuirassada (les "Rates del Desert") entre setembre de 1941 i febrer de 1942 com a major general.
Al febrer de 1942 va ser promogut a tinent general i rebé el comandament del XIII Corps, comandant aquesta formació a les batalles de Gazala i Primera d'El Alamein. Un gran home amb una personalitat agressiva i extravertida, popular entre els seus soldats, però com a comandant va ser considerat com a fora de lloc. L'historiador oficial sud-africà J.A.I. Agar-Hamilton, va escriure sobre Gott:
| « | No es desconegut per a un comandant anar de desastre en desastre, però no hi ha cap precedent que cap hagi comandant que hagi passat de promoció en promoció com a recompensa d'una successió de desastres | » |

L'agost de 1942, el Primer Ministre Winston Churchill rellevà al general com a Comandant en Cap de l'Orient Mitjà i del Vuitè Exèrcit en funcions. La personalitat agressiva i impetuosa DE Gott impressionaren a Churchill, i Gott va ser escollit per comandar el Vuitè Exèrcit. Aquest nomenament va ser malgrat les reserves d'Auchinleck i del general Sir Alan Brooke, el Cap de l'Estat Major General Imperial. Brooke coneixia molt bé a Gott i tenia una bona opinió de les seves capacitats. Malgrat això, diversos factors, incloent una entrevista personal amb Gott celebrada el 5 d'agost (en la que Gott havia mostrat que "...havia intentat tot el que se li havia ocorregut contra els botxes. Volem algú amb idees noves i que confií plenament en elles.") van fer que Brooke conclogués que Gott estava cansat i que temporalment havia perdut la perspectiva, car portava al desert des de l'inici de la guerra. També cregué que Gott necessitava més experiència abans de prendre el comandament de tot un exèrcit.
Abans que pogués ocupar el seu càrrec, Gott va morir quan el seu transport, un Bristol Bombaydesarmat del 216è Esquadró de la RAF, pilotat pel Sergent de Vol Hugh Jimmy James, de només 19 anys, va ser abatut per l'as alemany Emil Clade, del JG27, mentre que tornava a Cairo de la zona de batalla. Amb els dos motors fora de combat, James va aconseguir aterrar, però els passatgers, incloent Gott, van morir cremats quan la comporta posterior s'encallà. S'ha especulat si els alemanys sabien qui anava a bord gràcies a la intercepció de senyals, però mai no s'ha pogut provar. Està enterrat en un Cementiri de Guerra de la Commonwealth, al Cementiri de Guerra d'El Alamein.
El substitut de Gott va ser el tinent general Bernard Law Montgomery.

## Historial militar i condecoracions

### Dates de promoció
- Tinent de 2a – 17/2/1915
- Tinent – 25/8/1916
- Capità – 22/1/1921
- Major – 21/7/1934 (provisional: 1/1/1934)
- Tinent Coronel – 30/10/1938
- Coronel - 21/10/1941 (en funcions - 16/2/1940)
- Brigadier – 16/2/1940 (en funcions)
- Major General – 6/9/1941 (en funcions)
- Tinent General – 9/2/1942 (en funcions)

### Condecoracions
- Company de l'orde del Bany – 6/8/1942
- Comandant de l'orde de l'Imperi Britànic – 8/7/1941
- Orde del Servei Distingit – 1/4/1941 (Barra – 30/12/1941)
- Creu Militar – 30/1/1920
- Menció als Despatxos – 24/6/1943
- Estrella de 1914-15
- Medalla Britànica de la Guerra 1914-20
- Medalla de la Victòria 1914-1918
- Estrella de 1939-45
- Estrella d'Àfrica (amb distintiu "8è Exèrcit")
- Medalla de la Guerra 1939-1945